# Mpanda (Distrikt)
Mpanda (auch Tanganyika) ist ein Distrikt der Region Katavi in Tansania mit dem Verwaltungszentrum in der Regionshauptstadt Mpanda. Der Distrikt grenzt im Norden an die Region Tabora, im Osten an die Distrikte Nsimbo und Mpanda (MC), im Süden an die Region Rukwa und im Westen an die Demokratische Republik Kongo und an die Region Kigoma.

## Geographie
Der Distrikt hat eine Größe von 17,626 Quadratkilometern und 371.836 Einwohner (Volkszählung 2022).
Das Land liegt in einer Seehöhe von 1000 bis 2500 Meter und lässt sich in drei topographische Zonen gliedern:
- Hochland: Das Hochland im Westen des Distriktes liegt 1100 bis 2500 Meter über dem Meer. Jährlich regnet es zwischen 1000 und 1300 Millimeter bei Temperaturen von 15 bis 25 Grad Celsius.
- Grasland: Weite Grasflächen bedecken die Täler der Flüsse Ugalla und Katuma und das Ufer des Tanganjikasees. Bei Temperaturen von 24 bis 30 Grad Celsius fallen Jahresniederschläge von 900 bis 1000 Millimeter.
- Wald: Der Großteil der übrigen Distriktfläche ist von Miombowäldern bedeckt. In einer Regenzeit fallen 900 bis 1000 Millimeter Niederschlag, darauf folgt eine lange Trockenzeit von Ende Mai bis Anfang September.

Das Klima ist überwiegend tropisch, Aw nach der effektiven Klimaklassifikation.

## Geschichte
Der ursprüngliche Distrikt Mpanda lag seit dem Jahr 1983 in der Region Rukwa. Im Jahr 2012 wurde die Region Katavi gegründet und vom Distrikt Mpanda der Distrikt Mlele abgespalten.

## Verwaltungsgliederung
Im Distrikt gibt es einen Wahlkreis (Jimbo) Mpanda Vijijini und 16 Bezirke (Kata):
- Mishamo
- Mpandandogo
- Mwese
- Katuma
- Kabungu
- Sibwesa
- Ikola
- Karema
- Kapalamsenga
- Bulamata
- Ilangu
- Ipwaga
- Isengule
- Kasekese
- Mnyagala
- Tongwe

| Die größte ethnische Gruppe sind die Bende, zu der fast achtzig Prozent der Bevölkerung gehören. Von den Über-Fünfjährigen sprachen 50 Prozent Swahili, 3 Prozent sprachen Englisch und Swahili, beinahe die Hälfte waren Analphabeten (Stand 2012). Die Grafik rechts zeigt den Vergleich mit Mpanda (MC). Im Jahr 2022 lebten 371.836 Menschen in 68.279 Haushalten. | Hier fehlt eine Grafik, die leider im Moment aus technischen Gründen nicht angezeigt werden kann. Wir arbeiten daran! | Hier fehlt eine Grafik, die leider im Moment aus technischen Gründen nicht angezeigt werden kann. Wir arbeiten daran! |

## Einrichtungen und Dienstleistungen
- Bildung: Im Jahr 2014 besuchten 28.691 Schüler die Grundschule. Sie wurden von 672 Lehrern in 53 Schulen unterrichtet. Neun weiterführende Schulen wurden von 636 Schülern besucht.[10]
- Gesundheit: Die medizinische Versorgung der Bevölkerung übernehmen ein Krankenhaus, drei Gesundheitszentren und fünfzehn Apotheken. Alle Einrichtungen sind staatlich (Stand 2014).[11]

## Wirtschaft und Infrastruktur
Die Landwirtschaft ist der wichtigste Wirtschaftszweig, 85 Prozent der Bevölkerung leben von ihr.
- Landwirtschaft: Für die Selbstversorgung werden Mais, Maniok, Bananen und Kartoffel angebaut. Für den Verkauf bestimmt sind Tabak, Reis, Erdnüsse, Sonnenblumen, Kaffee, Hirse und Palmöl (Stand 2015).[13] Von den 50.000 Haushalten hatten 20.000 auch Nutztiere. Überwiegend gehalten wurden Geflügel, Ziegen und Rinder (Stand 2012).[14]
- Fischerei: Fische werden im Tanganjikasee und im Fluss Ugalla gefangen.[15]
- Straßen: Die wichtigste Straße im Distrikt ist die Nationalstraße T9, die von Sumbawanga im Süden nach Mpanda und weiter nach Norden an den Victoriasee führt.[16]

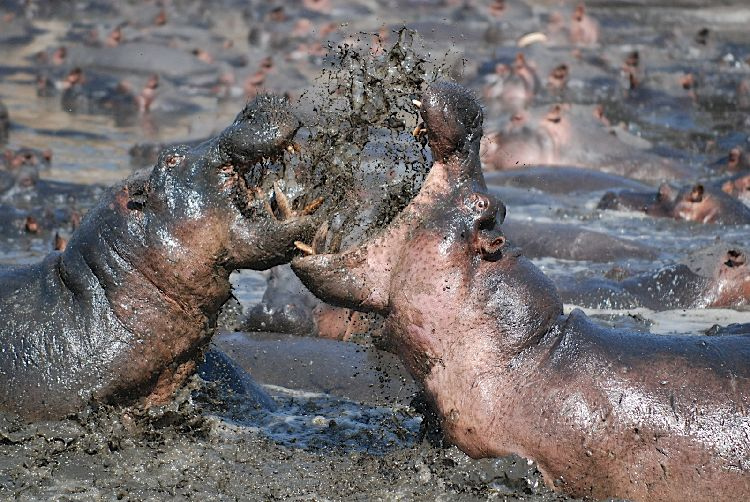
Flusspferde im Katavi-Nationalparkl

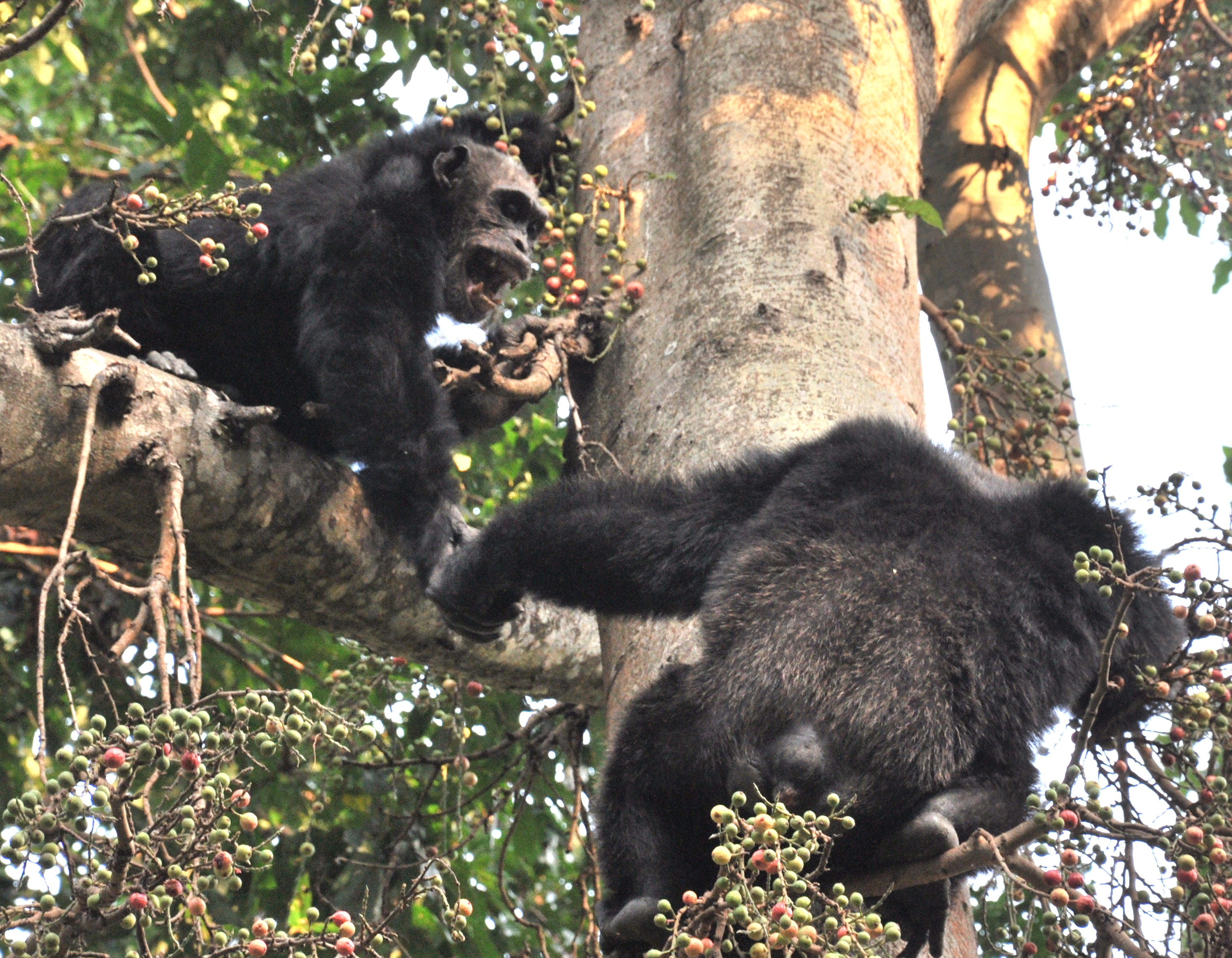
Schimpansen im Mahale-Mountains Nationalpark

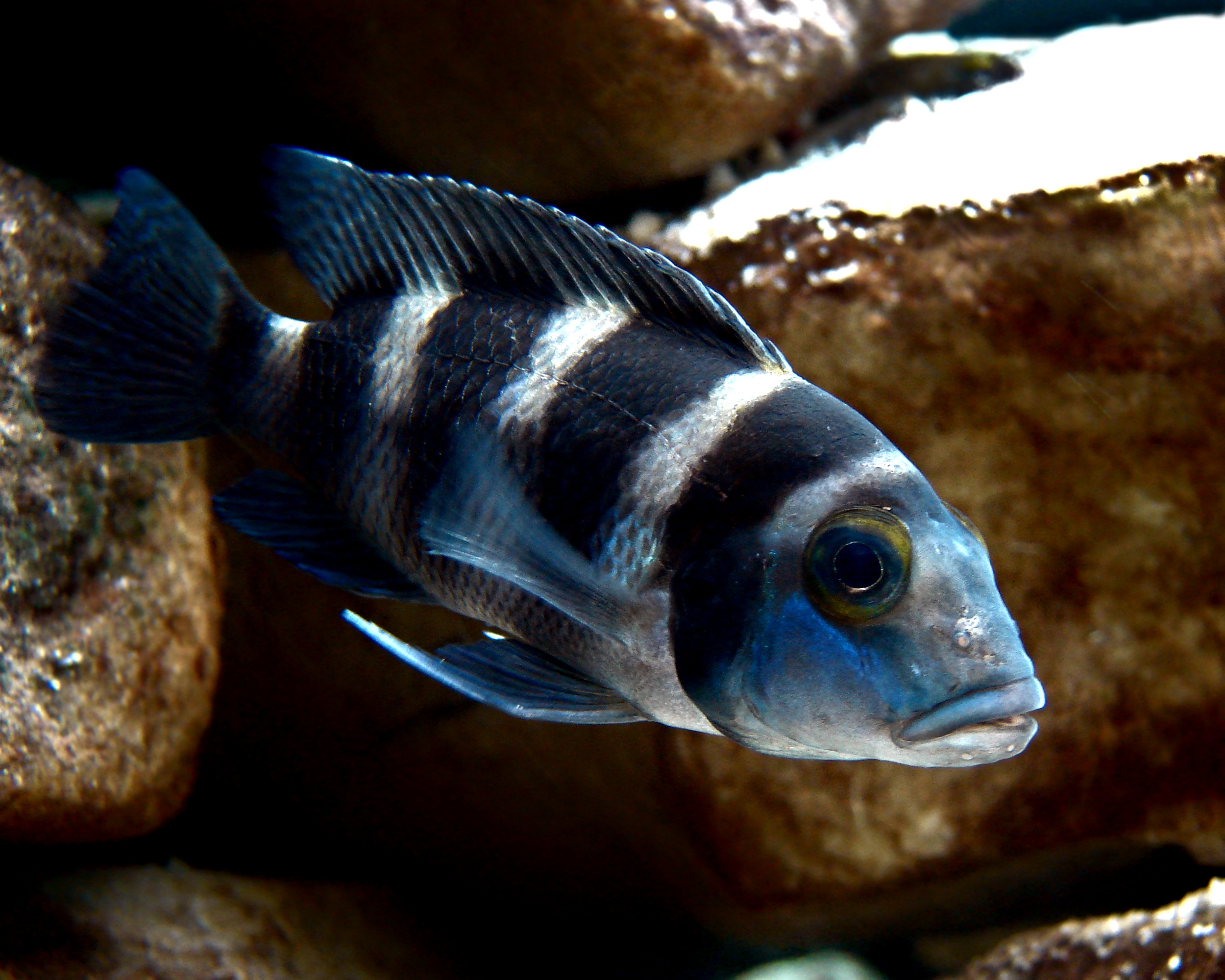
Fünfstreifen-Tanganjikabuntbarsch (Neolamprologus tretocephalus)

## Sehenswürdigkeiten
- Katavi-Nationalpark: Mit 4471 Quadratkilometer ist dies der drittgrößte Nationalpark in Tansania. In der Trockenzeit sammeln sich Tausende Tiere, vor allem Elefanten, Büffel, Giraffen und Zebras um die wenigen Wasserstellen. Nirgends sonst in Tansania kann man so viele Flusspferde auf engstem Raum beobachten.[17][18]
- Mahale-Mountains Nationalpark: Im Westen hat der Distrikt Anteil an diesem 1613 Quadratkilometer großen Nationalpark, der vor allem wegen seiner Schimpansen bekannt ist. Daneben ist er aber auch wegen der roten Colobus, Rotschwanz- und Blauaffen sowie seiner Vögel und Schmetterlinge sehenswert.[17][19]
- Tanganjikasee: Der mit 660 Kilometer längste See der Erde ist auch wegen seiner Buntbarsche bekannt.[20]

## Sonstiges
Im Jahr 1970 wurde bei Mishamo ein Camp für mehr als 60.000 Flüchtlinge aus Burundi eingerichtet.